# Felipe IV, cazador
Felipe IV, cazador, es un retrato del rey Felipe IV como cazador, pintado por Velázquez posiblemente entre 1632 y 1634. Se conserva en el Museo del Prado de Madrid (España) desde 1828.

## Historia del cuadro
Pareja del retrato del cardenal-infante Fernando de Austria, cuyo retrato hubo de pintar Velázquez antes de 1634, se inventaría en 1705 y 1747 en la Torre de la Parada, pabellón de caza remodelado entre 1635 y 1637. A mediados del siglo XVIII pasó al Palacio Real Nuevo, donde aparece inventariado en 1772 y en 1828 entró a formar parte de los fondos del Museo. El retrato lo describe en términos laudatorios Antonio Palomino, junto con el del cardenal-infante:

del natural, en pie, vestidos de cazadores, con las escopetas en las manos, y los perros asidos de la traílla, descansando: parece los vio en lo más ardiente del día llegar fatigados del ejercicio penoso, cuanto deleitable de la caza, con airoso desaliño, polvoroso el cabello (no como usan hoy los cortesanos) bañado en sudor el rostro, como pinta Marcial en semejante caso, hermoso con el sudor y el polvo a Domiciano.

Completando el elogio, sostenía el cordobés que cansancio y desaliño añaden donaire a la belleza natural. Muchos fueron los elogios poéticos a la actividad cinegética y la puntería del monarca, culminando en la antología poética compilada por José Pellicer con el título Anfiteatro de Felipe el Grande, en la que se recogen las composiciones dedicadas en certamen poético a la puntería del monarca con ocasión de haber abatido a un toro desmandado desde su balcón del Buen Retiro. Pero Velázquez parece más bien complacerse en representar la majestad en la sola y serena apostura del monarca, despojado de cualquier otro símbolo propio de la realeza, y a ello contribuye la armoniosa gama de los colores marrones del vestido y argentáceos de la atmósfera que envuelve la austera figura.

## Descripción del cuadro

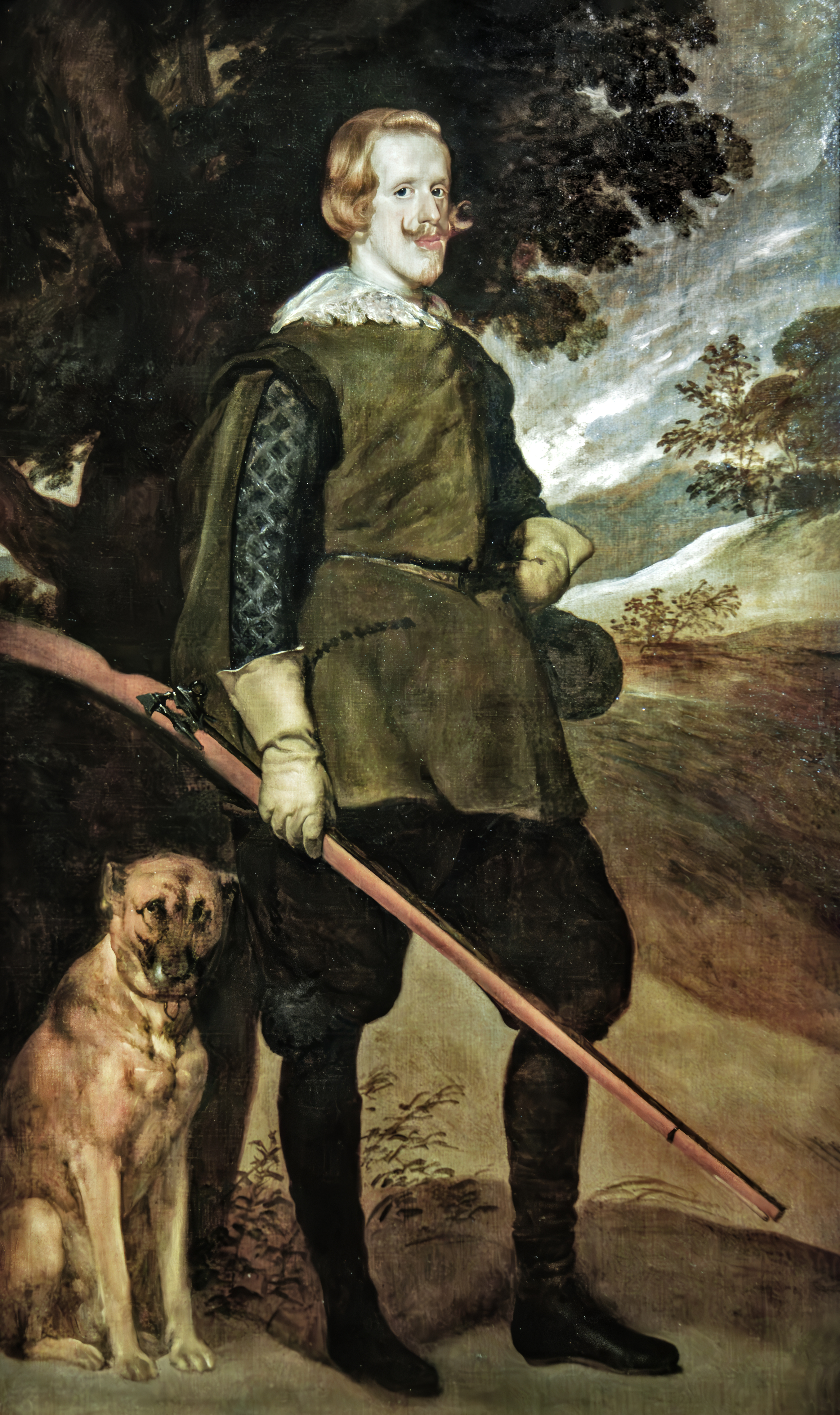
Felipe IV cazador, óleo sobre lienzo, 200 x 120 cm, Castres, musée Goya.

Felipe IV aparece vestido con un tabardo marrón, sobre el que destaca un cuello de encaje de Flandes, con calzones y medias oscuras y cubierto con una gorra que, en una primera versión del cuadro, llevaba el rey en la mano izquierda. En la mano derecha porta una escopeta y a sus pies reposa sentado un mastín. Inmediatamente tras el rey destaca un roble y en la lejanía un paisaje amplio en el que idealmente se representarían los bosques del Pardo y las sierras azules de Madrid. El cielo, gris y nuboso, es el típico de una tarde de otoño. 
A simple vista se aprecian en el lienzo del Prado, más aún tras su restauración poco antes de 1990, notables «arrepentimientos» que afectan a diversas partes del cuadro y permiten apreciar la existencia de una primera versión en la que el monarca aparecía con la cabeza descubierta y sujetando la gorra con la mano izquierda a la altura de la cintura. En esa primera versión, además, la pierna izquierda se encontraba más adelantada y el cañón de la escopeta era significativamente más largo. 
Si la primera versión del cuadro hubo de pintarse antes la partida del cardenal-infante como gobernador de los Países Bajos en 1634, la versión definitiva podría haberse pintado al ser destinado el cuadro a formar parte de la decoración pictórica de la Torre de la Parada junto con los retratos en traje de caza del cardenal-infante y del príncipe Baltasar Carlos, pintado este en 1635-1636, pues representa al príncipe de 6 años. 
El hecho de que tanto el cardenal-infante como el príncipe se encuentren cubiertos en sus retratos pudo determinar la rectificación hecha en el retrato del rey, pues se estimaría contrario al protocolo que solo el rey figurase con la cabeza descubierta. Se conserva una versión del cuadro en el musée Goya de Castres, depósito del Louvre, que hubo de ser pintada en el propio taller del pintor y a la vez que el ejemplar del Prado en su primer estado, con el cañón de la escopeta reducido y la pierna en la posición definitiva pero con la cabeza todavía descubierta, de modo que se hace patente el proceso de creación de la obra.